# Landgoed Linschoten
Het Landgoed Linschoten bij de gelijknamige plaats in de provincie Utrecht is met rond 450 hectare het grootste landgoed in de Randstad. Het omvat een landhuis met park, waterlopen, monumentale boerderijen, graslanden en bossen.

## Geschiedenis
In de middeleeuwen gaf de bisschop van Utrecht opdracht tot ontginning van de gronden rond Linschoten. Daarna was het land in handen van verschillende adellijke families.
Een eerder Kasteel Linschoten stond elders in het huidige dorp Linschoten, en was waarschijnlijk eind 16e eeuw al verdwenen. Het is dus niet de directe voorganger van het huidige huis.
In 1628 werd het land gekocht door Johan Strick, de latere burgemeester van Utrecht, die het huidige landhuis liet bouwen. Hierna bleef het ruim 200 jaar in dezelfde familie Strick van Linschoten.
In 1850 erfde Elisabeth barones von Arnim op 16-jarige leeftijd het huis van haar oom Emile Strick van Linschoten. In 1855 trouwde zij met Friedrich Wilhelm graaf von dem Bussche Ippenburg. Else van Arnim liet op het landgoed een wit gebouwtje plaatsen in Zwitserse chaletstijl, dat ze De Elsehof liet noemen.
In 1891 kocht de Utrechtse sigarenfabrikant Ribbius Peletier het 500 hectare grote landgoed. De laatste eigenaar was Gerlachus Peletier jr., die in 1969 kinderloos overleed. Al voor de Tweede Wereldoorlog had hij het landgoed in een stichting ondergebracht, vandaar dat sinds 1969 het huis en landgoed in bezit zijn van de Stichting Landgoed Linschoten.
In de Tweede Wereldoorlog is het kasteel niet in handen van de Duitsers gevallen, omdat er maar één smal weggetje naartoe loopt. Er waren wel buitenlandse soldaten gelegerd.

## Het huis
Het huis, huis te Linschoten genoemd, is 1638 - 1647 gebouwd door Johan Strick en heeft een bijna vierkant oppervlak van 18 x 20 meter. Het huis is in de loop der eeuwen meermaals verbouwd en gerestaureerd. Het is in bezit geweest van meerdere families.
Aan de voorzijde staan twee torens. Deze sprongen oorspronkelijk uit het ontwerp, maar omdat in 1720 het voorste gedeelte van het huis met een verdieping werd verhoogd, vallen ze nu minder op.
Het huis heeft een neogotische schoorsteenmantel die is ontworpen door Jan David Zocher en een 17e-eeuwse schouw. De bibliotheek heeft een geheime deur die gecamoufleerd is met boekenruggen.
In 1991 werd het Huis te Linschoten voor het eerst geopend voor publiek.

## Het park
Het Huis te Linschoten ligt in een door landschapsarchitect Jan David Zocher in 1834 heringericht park dat met een buitengracht is omzoomd. Door het parkbos slingert een aangelegd water. Er zijn veel bijzondere planten te vinden, zoals daslook, aronskelk, vogelmelk en wilde hyacinten. Het landgoed is thans in zijn geheel beschermd natuurgebied.
In het zuidelijk gedeelte van het park ligt een kunstmatige heuvel uit 1835 met daarin een ijskelder, waarin 100 ton ijs een jaar kon worden bewaard. Boven in de heuvel is een vulopening gemaakt in het bakstenen gewelf, dat 6 meter diep is en ter isolatie dubbele spouwmuren en een 10 cm dikke deur heeft.
In 1952 werd de 17e-eeuwse duiventoren herbouwd. Postduiven werden vroeger gehouden om mee te nemen op reis, zodat ze berichten konden overbrengen naar het Huis. Ook werd de duif als delicatesse beschouwd. Het houden van duiven was een privilege dat alleen was weggelegd voor de rijken, omdat de duiven veel zaden van de akkers opeten.
Het park bevat een arboretum uit 1920.
Het toegangshek tot het parkbos stamt uit 1725 en heeft siervazen in de Lodewijk XIV-stijl.

## Overige landerijen
Naast het parkbos bevat het landgoed een aantal monumentale boerderijen, graslanden en bossen ten zuiden van de A12.
Door het landgoed loopt het water van de Lange Linschoten, dat richting Oudewater stroomt. De omgeving is populair bij fietsers en wandelaars.
Tevens onder beheer van het landgoed vallen de Stiftsche Uiterwaarden aan de noordoever van de Waal bij Ophemert.

## Afbeeldingen

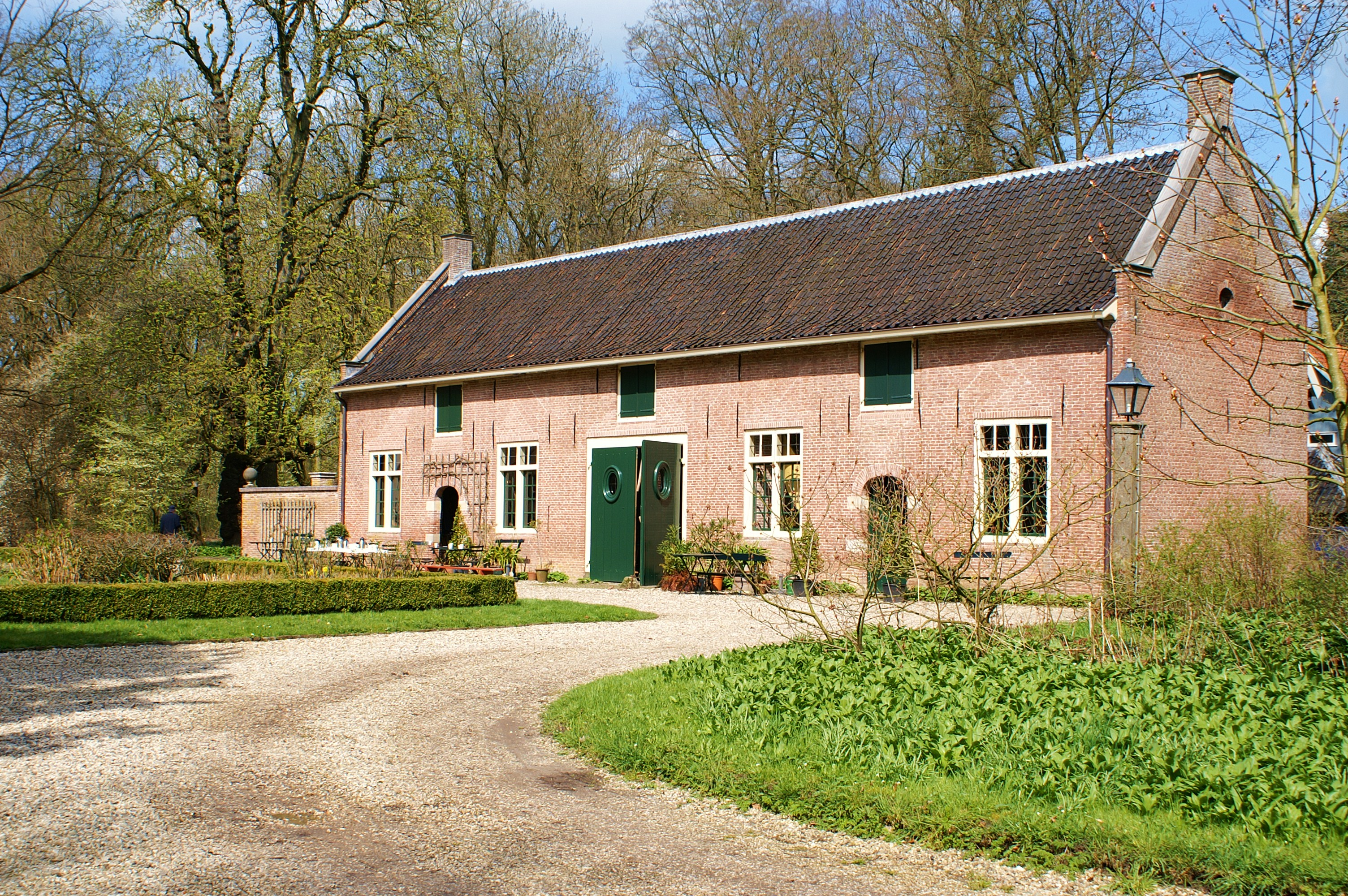
Koetshuis
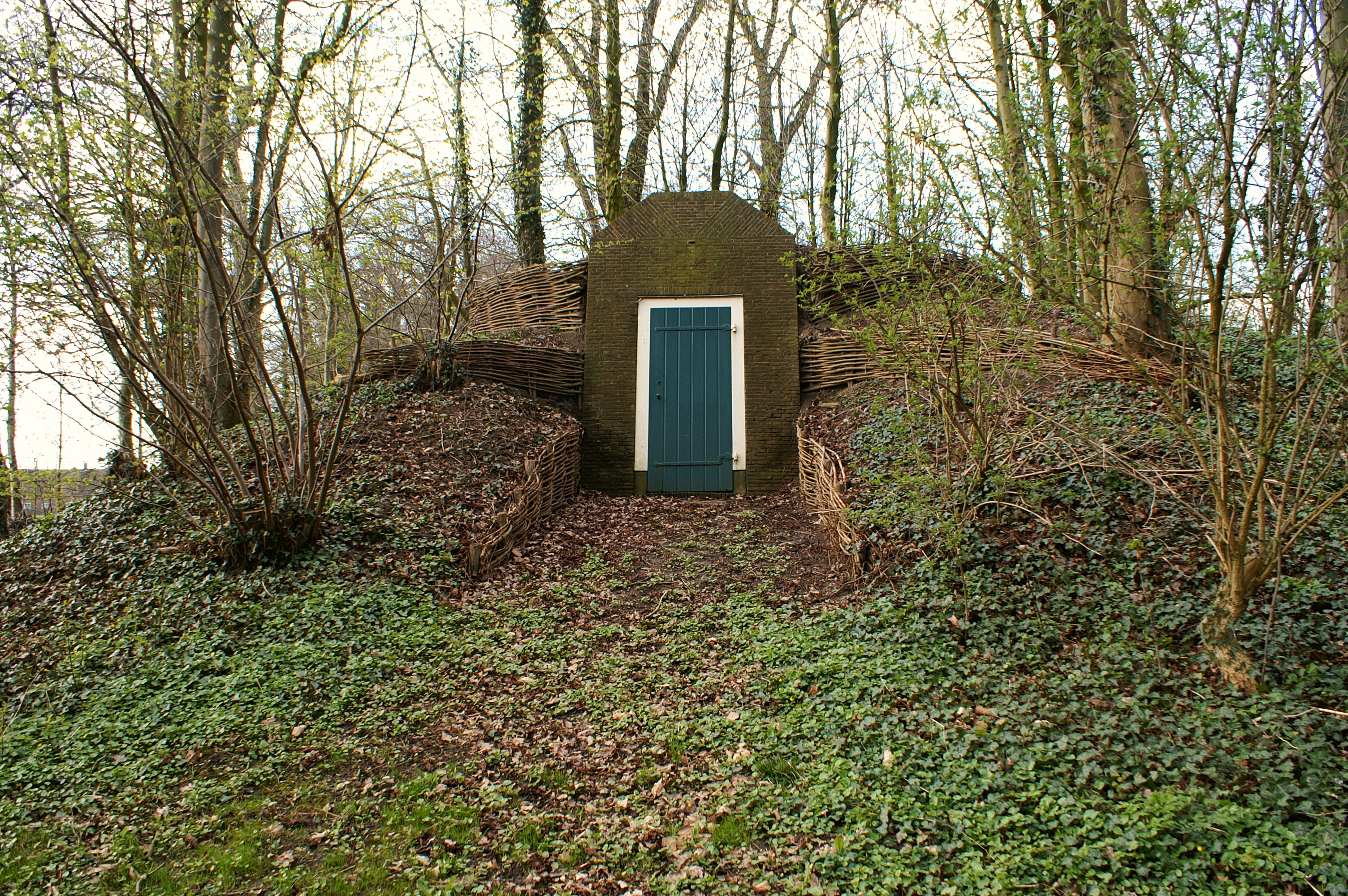
IJskelder
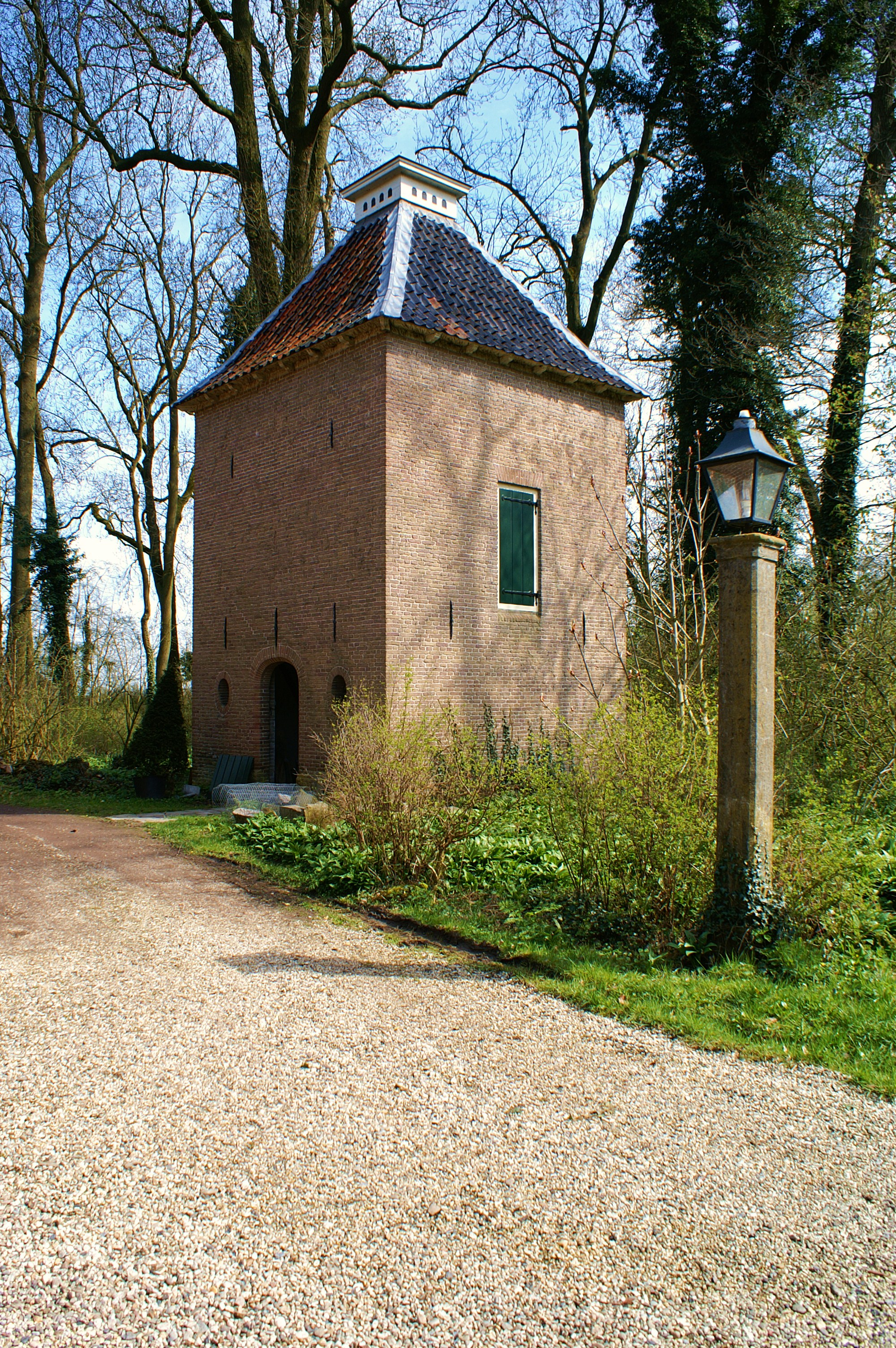
Duiventoren
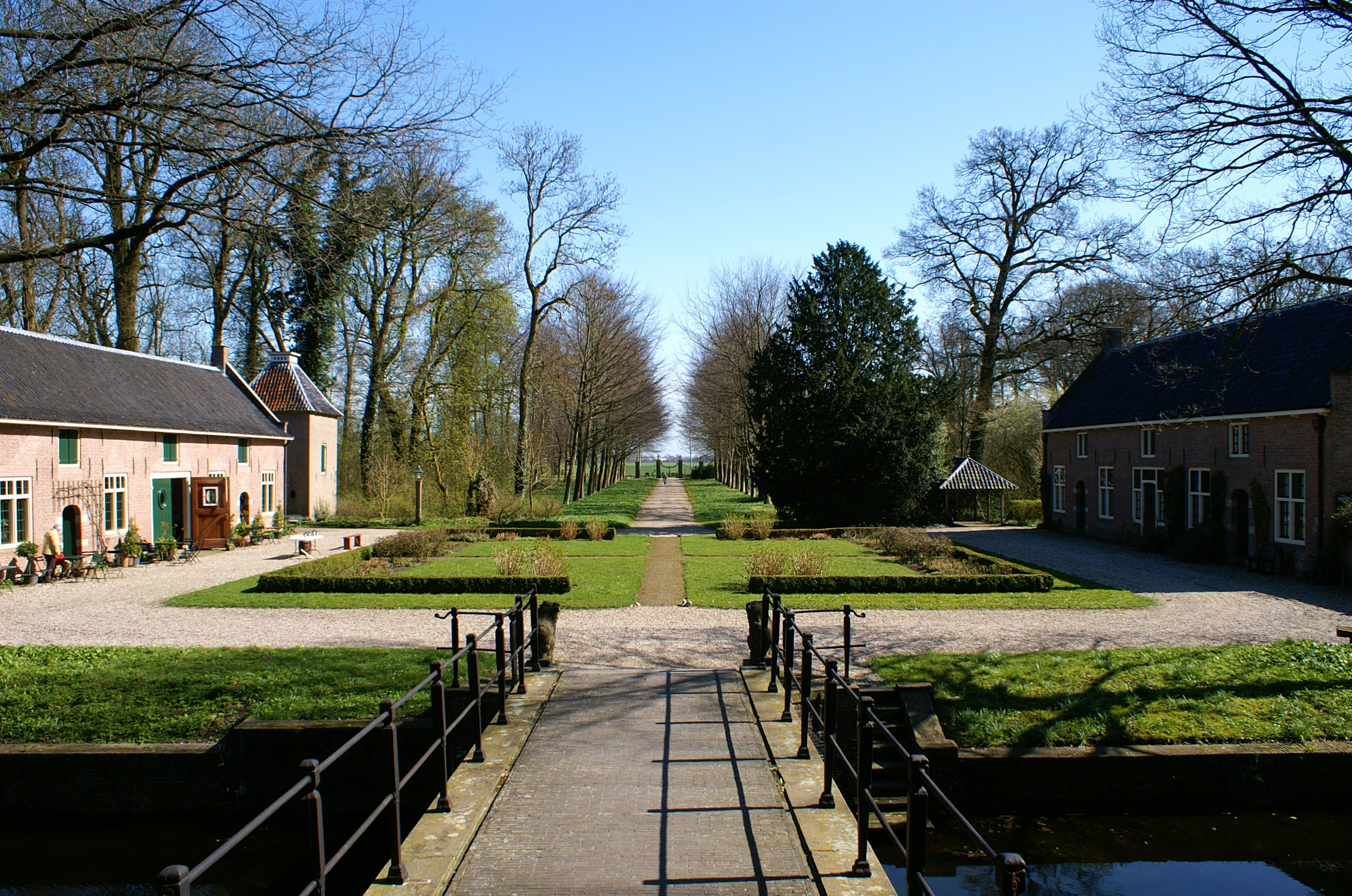
Parkaanleg en opritlaan
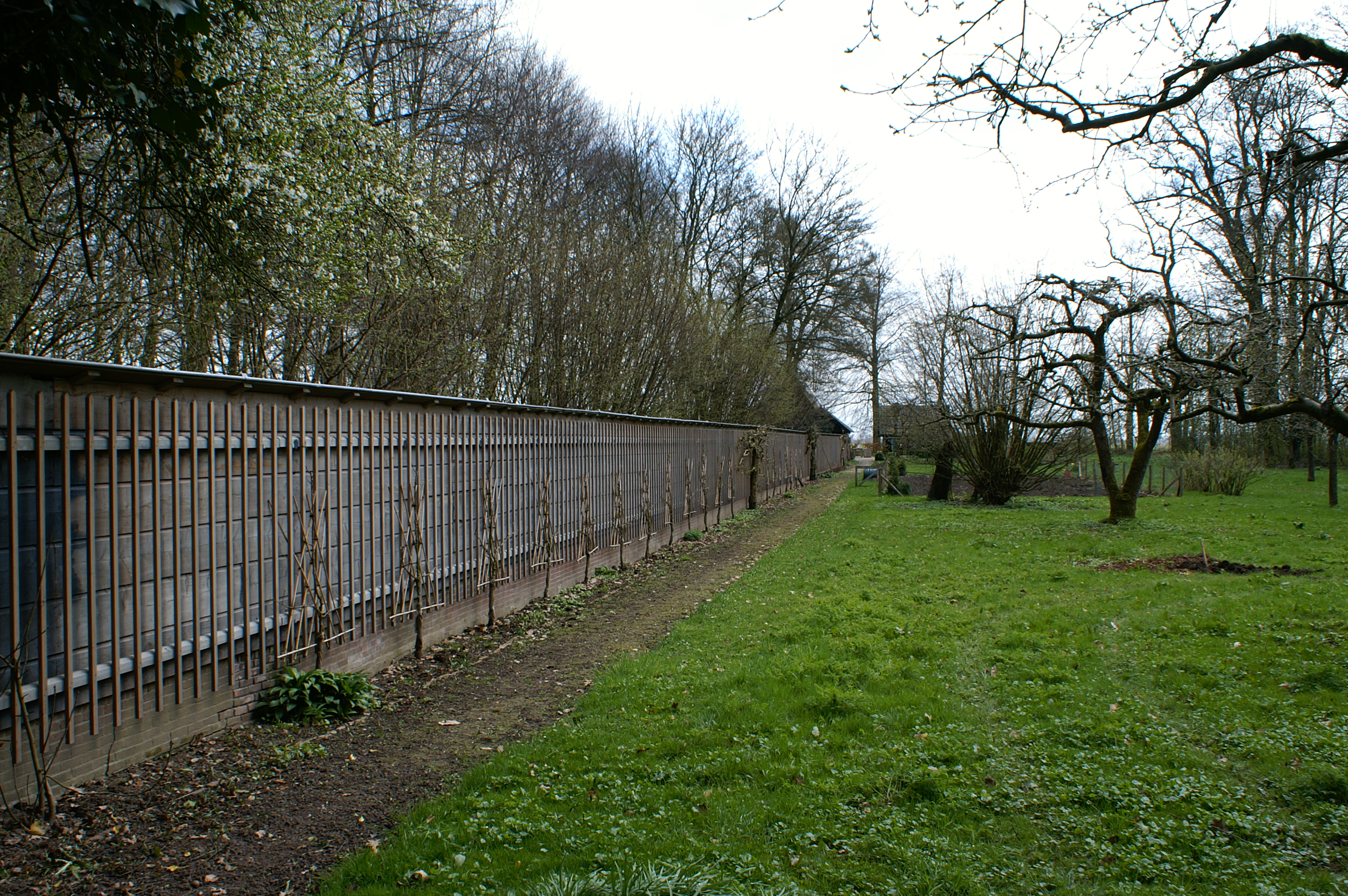
Tuinmuur